# 馬場四郎
馬場 四郎（ばば しろう、1913年9月19日 - 1972年6月15日）は、日本の教育社会学者。

## 経歴
滋賀県出身。1942年東京文理科大学倫理学科卒業。1946年文部省教科書局局員となり、「社会科」教科の誕生に努め、小、中学校教師と協力、社会科教育のあり方を追求した。1950年東京教育大学助教授、教授。1962年「明治以降日本史教科書の研究 その類型とContent analysis」で東京教育大文学博士。コア・カリキュラム連盟（のち日本生活教育連盟）の運動、日教組の教育研究運動にも参加した。

## 著書
- 『社会科の本質 構成とその運営』同学社 社会科の研究叢書 1948年
- 『コア・カリキュラムの運営』誠文堂新光社 カリキュラムシリーズ 1949年
- 『明かるい学校生活 生徒会のもち方』三省堂出版 社会科文庫 1950年
- 『単元学習の基本問題』七星閣 1950年
- 『社会科の改造』同学社 1952年
- 『現代教育と地域社会』誠文堂新光社 1961年
- 『教育社会学』誠文堂新光社 新・教職教養シリーズ 1962年

### 共編著
- 『日常生活課程 子どもの学校を育てた記録』久保田浩共編 誠文堂新光社 1951年
- 『カリキュラム辞典』編 七星閣 1952年
- 『単元学習の問題点 社会科を中心として』樋口澄雄共編 東洋館出版社 初等教育新書 1955年
- 『明治図書講座社会科教育 第1巻.社会科教育の基本問題』共編 明治図書出版 1956年
- 『社会科の新しい授業』春田正治共編 明治図書出版 新しい授業叢書 1957年-1958年
- 『集団教育の展開 その理論化のために』編著 明治図書出版 1959年
- 『中学生の社会 地理・歴史・政治経済社会 テーブル式学習とまとめ』編 評論社 1959年
- 『授業の探究』編著 東洋館出版社 教育の時代叢書 1965年
- 『教育社会学』仲康、岩内亮一、本吉修二共編著 学文社 教育演習 1970年